# چهارسو آجری
چهارسو آجری مربوط به دوره صفوی است و در اصفهان، خیابان چهارباغ خواجو، محله نو خواجو، کوی مسجد صدر واقع شده و این اثر در تاریخ ۱۷ اسفند ۱۳۸۱ با شمارهٔ ثبت ۷۶۳۰ به‌عنوان یکی از آثار ملی ایران به ثبت رسیده است. آثار تاریخی دیگر از جمله مسجد حاج میرزا محمد صادق در نزدیکی این بنا قرار دارد.